# Тоёта (уезд)
Тоёта (яп. 豊田郡 Тоёта-гун) — японский уезд, расположенный в префектуре Хиросима. В настоящее время в состав района входит только поселение Осакикамидзима на одноимённом острове.

Расположение уезда Тоёта в префектуре Хиросима.

По оценкам на 1 апреля 2017 года, население составляло 7766 человек, площадь 43,11 км², плотность 180 человек/км².

## История
После реформ реставрации Мэйдзи было пересмотрено административное деление: уезд продолжал играть важную роль административной единицы, которая была ниже префектуры, но выше города, посёлка и села. В 1889 году в состав уезда Тоёта входили 3 городка и 43 деревни, в том числе поселение Сетода.
В 1947 году города, которые находились под контролем уездовой администрации префектуры, были переведены в ведомство префектурной администрации, благодаря принятию закона о самоуправлении. Фактически, статус города сравнялся со статусом уезда. В связи с постоянным разрастанием городов большая часть уездов исчезла с карты Японии. Стал уменьшаться и уезд Тоёта: к концу апрелю 1956 года в нём осталось 11 городков (образованных из бывших деревень) и 5 деревень. 6 поселений были отнесены к уезду Камо
С 1956 года произошло ещё несколько укрупнений административных единиц, которые вошли в состав уезда Камо, в город Такехара, город Куре, город Михара.
10 января 2006 года город Инносима и посёлок Сетода вошли в состав города Ономити.
Таким образом, в составе уезда остался только островной посёлок Осакикамидзима.

## Транспорт
Поскольку уезд Тоёта находится на острове, то почти не имеет постоянного сообщения с другими островами или материком. Мост на соседний остров Осакисимодзима (大崎下島), который связан с материком дорогой «Акинада—Тобисима—Кайдо», планировался с 1972 года, но строительство так и не началось. Существует паромное сообщение с островом Осакисимодзима, островом Омисима, городами Такэхара (Хонсю) и Имабари (Сикоку). Регулярность паромного сообщения зависит от погодных условий.